# バック (ナイフ)

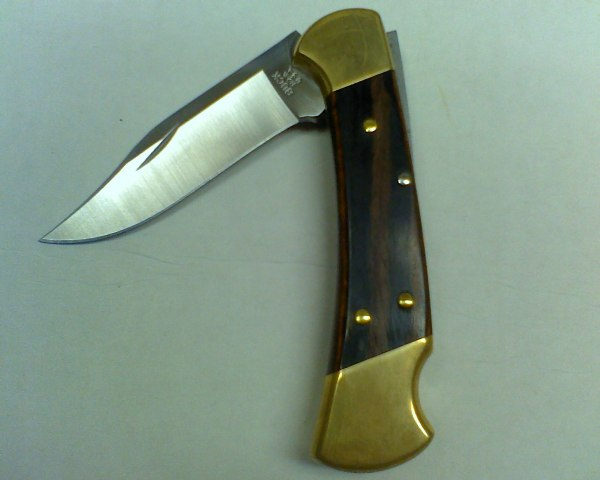
Buck Ranger 112（Buck Hunter 110の小型版）

バック（英語: BUCK）は、アメリカ合衆国アイダホ州の老舗ナイフメーカーである。

## 概要
1902年、ホイト・バックにより創業。
1964年、同社が発売したフォールディングハンター 110は全世界にロックバック式フォールディングナイフを広めスポーツナイフの礎を築いた。